# Saison 2017-2018 du Biarritz olympique Pays basque
Cette page présente la saison 2017-2018 du Biarritz olympique Pays basque en Pro D2.

## Entraîneurs
- Directeur sportif : Gonzalo Quesada
- Entraîneur des avants : Simon Raiwalui
- Entraîneur des arrières : Jack Isaac

## La saison
Le Biarritz olympique pourrait-être rétrogradé en Fédérale 1 pour la saison 2018-2019, pour raison financière,. 

## Effectif 2017-2018
| Nom                  | Poste            | Naissance        | Nationalité sportive | International | Dernier club          | Arrivée au club (année) |
| -------------------- | ---------------- | ---------------- | -------------------- | ------------- | --------------------- | ----------------------- |
| Johann Lourdelet     | Pilier           | 21 juin 1991     | France               | -             | ASM Clermont          | 2013                    |
| Laurent Cabarry      | Pilier           | 18 janvier 1985  | France               | -             | SU Agen               | 2014                    |
| Leandro Assi         | Pilier           | 24 juillet 1989  | Argentine            | -             | Provence rugby        | 2016                    |
| Mathieu Giudicelli   | Pilier           | 7 février 1990   | France               | -             | Tarbes PR             | 2016                    |
| Thomas Synaeghel     | Pilier           | 26 avril 1987    | France               | -             | Stade rochelais       | 2016                    |
| Brendon James Botha  | Pilier           | 4 janvier 1980   | Afrique du Sud       | 17            | Lyon OU               | 2017                    |
| Nephi Leatigaga      | Pilier           | 5 décembre 1993  | Samoa                | 3             | Rugby Lyons Piacenza  | 2017                    |
| Elvis Levi           | Talonneur        | 21 février 1987  | Australie            | -             | AS Béziers            | 2014                    |
| Ronan Chambord       | Talonneur        | 11 avril 1994    | France               | -             | Union Bordeaux Bègles | 2017                    |
| Edwin Hewitt         | 2e ligne         | 28 mars 1988     | Afrique du Sud       | -             | Natal Sharks          | 2014                    |
| Nemia Soqeta         | 2e ligne         | 21 octobre 1989  | Fidji                |               | Oyonnax rugby         | 2014                    |
| Sikeli Nabou         | 2e ligne         | 5 mars 1988      | Nouvelle-Zélande     | -             | Counties Manukau      | 2016                    |
| Jean-Baptiste Singer | 2e ligne         | 19 décembre 1994 | France               | -             | Lyon OU               | 2016                    |
| Léo Bastien          | 2e ligne         | 6 mai 1993       | France               | -             | SU Agen               | 2016                    |
| Alban Placines       | 3e ligne         | 23 avril 1993    | France               | -             | Formé au club         | 2013                    |
| Nemia Soqeta         | 3e ligne         | 4 mars 1985      | Fidji                | -             | US Oyonnax            | 2014                    |
| Bertrand Guiry       | 3e ligne         | 30 juillet 1988  | France               | -             | Union Bordeaux Bègles | 2015                    |
| Filipe Manu          | 3e ligne         | 12 octobre 1985  | Nouvelle-Zélande     | -             | Tarbes PR             | 2016                    |
| Thibault Dubarry     | 3e ligne         | 24 novembre 1987 | France               | -             | Racing 92             | 2017                    |
| Lucas de Coninck     | 3e ligne         | 15 janvier 1996  | France               | -             | Montpellier HR        | 2017                    |
| Maxime Lucu          | Demi de mêlée    | 12 janvier 1993  | France               | -             | Saint-Pée UC          | 2014                    |
| Alexandre Loustaunau | Demi de mêlée    | 29 janvier 1993  | France               | -             | SA Mauléon            | 2016                    |
| Fabien Fortassin     | Demi d'ouverture | 8 janvier 1984   | France               | -             | Stade rochelais       | 2016                    |
| Pierre Bernard       | Demi d'ouverture | 30 janvier 1989  | France               | -             | RC Toulon             | 2017                    |
| Charles Gimenez      | 3/4 centre       | 11 février 1988  | France               | -             | Stade toulousain      | 2009                    |
| Adriu Delai          | 3/4 centre       | 11 juin 1984     | Fidji                | -             | Stade montois         | 2016                    |
| Joe Vakacegu         | 3/4 centre       | 28 octobre 1988  | Fidji                | -             | Union Bordeaux Bègles | 2017                    |
| Luke Burton          | 3/4 centre       | 17 février 1994  | Australie            | -             | Western Force         | 2017                    |
| Uwa Tawalo           | 3/4 aile         | 27 février 1992  | Fidji                | -             | Oyonnax rugby         | 2017                    |
| Yohann Artru         | 3/4 aile         | 30 mai 1992      | France               | -             | USA Perpignan         | 2017                    |
| Ximun Lucu           | Arrière          | 9 décembre 1989  | France               | -             | Stade montois         | 2016                    |
| Kylan Hamdaoui       | Arrière          | 15 avril 1994    | France               | -             | Formé au club         | 2014                    |

## Calendrier et résultats

### Matchs amicaux
- Biarritz olympique - Union Bordeaux-Bègles :  21-40
- Biarritz olympique - US Dax :  33-24

### Pro D2
| - Biarritz olympique - Stade montois : 24-15 - US Carcassonne - Biarritz olympique : 16-3 - Biarritz olympique - AS Béziers : 18-9 - Soyaux Angoulême XV - Biarritz olympique : 26-22 - Biarritz olympique - USO Nevers : 32-20 - RC Vannes - Biarritz olympique : 22-16 - Biarritz olympique - RC Massy : 36-30 - Aviron bayonnais - Biarritz olympique : 24-30 - Biarritz olympique - US Dax : 23-22 - FC Grenoble - Biarritz olympique : 39-28 - Biarritz olympique - Colomiers rugby : 36-13 - Stade aurillacois - Biarritz olympique : 25-23 - Biarritz olympique - RC Narbonne : 41-18 - Biarritz olympique - USA Perpignan : 37-11 - US Montauban - Biarritz olympique : 43-20 | - US Dax - Biarritz olympique : 19-16 - Biarritz olympique - Soyaux Angoulême XV : 34-24 - Biarritz olympique - US Carcassonne : 19-6 - AS Béziers - Biarritz olympique 24-20 - Biarritz olympique - FC Grenoble : 37-14 - USO Nevers - Biarritz olympique : 26-12 - Biarritz olympique - Aviron bayonnais : 17-14 - RC Narbonne - Biarritz olympique : 24-56 - Stade montois - Biarritz olympique : 29-3 - Biarritz olympique - RC Vannes : 46-25 - USA Perpignan - Biarritz olympique : 56-3 - Biarritz olympique - Stade aurillacois : 38-16 - Colomiers rugby - Biarritz olympique : 22-17 - RC Massy - Biarritz olympique : 31-24 - Biarritz olympique - US Montauban : 58-31 |

Avec 17 victoires, 0 match nul et 13 défaites et un total de 80 points le Biarritz olympique termine à la 6e place.

### Classement de la saison régulière
| Rang | Club                 | J  | V  | N | D  | Bo | Bd | Pm  | Pe  | Diff | Pts |
| ---- | -------------------- | -- | -- | - | -- | -- | -- | --- | --- | ---- | --- |
| 1    | USA Perpignan        | 30 | 20 | 1 | 9  | 12 | 3  | 919 | 571 | +348 | 97  |
| 2    | US Montauban         | 30 | 20 | 2 | 8  | 4  | 4  | 679 | 546 | +133 | 92  |
| 3    | FC Grenoble (R)      | 30 | 20 | 1 | 9  | 4  | 2  | 775 | 667 | +108 | 88  |
| 4    | Stade montois        | 30 | 17 | 0 | 13 | 12 | 4  | 753 | 540 | +213 | 84  |
| 5    | AS Béziers           | 30 | 19 | 1 | 10 | 4  | 2  | 756 | 670 | +86  | 84  |
| 6    | Biarritz olympique   | 30 | 17 | 0 | 13 | 7  | 5  | 789 | 694 | +95  | 80  |
| 7    | USO Nevers (P)       | 30 | 15 | 0 | 15 | 6  | 3  | 656 | 580 | +76  | 69  |
| 8    | Aviron bayonnais (R) | 30 | 14 | 1 | 15 | 5  | 6  | 732 | 764 | -32  | 69  |
| 9    | Colomiers Rugby      | 30 | 14 | 1 | 15 | 6  | 5  | 637 | 678 | -41  | 69  |
| 10   | RC Vannes            | 30 | 12 | 0 | 18 | 6  | 8  | 721 | 739 | -18  | 62  |
| 11   | Stade aurillacois    | 30 | 13 | 1 | 16 | 2  | 5  | 641 | 716 | -75  | 61  |
| 12   | RC Massy (P)         | 30 | 13 | 0 | 17 | 2  | 5  | 633 | 682 | -49  | 59  |
| 13   | Soyaux Angoulême XV  | 30 | 13 | 1 | 16 | 2  | 3  | 592 | 661 | -69  | 59  |
| 14   | US Carcassonne       | 30 | 11 | 0 | 19 | 4  | 5  | 585 | 767 | -182 | 53  |
| 15   | US Dax               | 30 | 9  | 1 | 20 | 2  | 6  | 602 | 767 | -165 | 46  |
| 16   | RC Narbonne          | 30 | 7  | 2 | 21 | 2  | 1  | 547 | 975 | -428 | 35  |

|  | Qualification pour les demi-finales (no 1, no 2).         |
|  | Qualification pour les barrages (no 3, no 4, no 5, no 6). |
|  | Relégation en Fédérale 1 (no 15 et no 16).                |
|  | R : relégués 2017 • P : promus 2017                       |

### Phase finale
|  | Barrages                                                    | Barrages                                                    |                                               |                                               | Demi-finales                                         | Demi-finales                                         |  |  | Finale                                           | Finale                                           |
|  | Barrages                                                    | Barrages                                                    |                                               |                                               | Demi-finales                                         | Demi-finales                                         |  |  | Finale                                           | Finale                                           |
|  |                                                             |                                                             |                                               |                                               |                                                      |                                                      |  |  |                                                  |                                                  |
|  | 21 avril 2018 15 h 15 au stade Guy-Boniface, Mont-de-Marsan | 21 avril 2018 15 h 15 au stade Guy-Boniface, Mont-de-Marsan |                                               |                                               | 29 avril 2018 14 h 15 au stade Aimé-Giral, Perpignan | 29 avril 2018 14 h 15 au stade Aimé-Giral, Perpignan |  |  | 6 mai 2018 15 h au stade Ernest-Wallon, Toulouse | 6 mai 2018 15 h au stade Ernest-Wallon, Toulouse |
|  | 21 avril 2018 15 h 15 au stade Guy-Boniface, Mont-de-Marsan | 21 avril 2018 15 h 15 au stade Guy-Boniface, Mont-de-Marsan |                                               |                                               | 29 avril 2018 14 h 15 au stade Aimé-Giral, Perpignan | 29 avril 2018 14 h 15 au stade Aimé-Giral, Perpignan |  |  | 6 mai 2018 15 h au stade Ernest-Wallon, Toulouse | 6 mai 2018 15 h au stade Ernest-Wallon, Toulouse |
|  | 21 avril 2018 15 h 15 au stade Guy-Boniface, Mont-de-Marsan | 21 avril 2018 15 h 15 au stade Guy-Boniface, Mont-de-Marsan | [1] USA Perpignan                             | 28                                            |                                                      |                                                      |  |  | 6 mai 2018 15 h au stade Ernest-Wallon, Toulouse | 6 mai 2018 15 h au stade Ernest-Wallon, Toulouse |
|  | [4] Stade montois                                           | 31                                                          | [1] USA Perpignan                             | 28                                            |                                                      |                                                      |  |  | 6 mai 2018 15 h au stade Ernest-Wallon, Toulouse | 6 mai 2018 15 h au stade Ernest-Wallon, Toulouse |
|  | [4] Stade montois                                           | 31                                                          | [4] Stade montois                             | 8                                             |                                                      |                                                      |  |  | 6 mai 2018 15 h au stade Ernest-Wallon, Toulouse | 6 mai 2018 15 h au stade Ernest-Wallon, Toulouse |
|  | [5] AS Béziers Hérault                                      | 26                                                          | [4] Stade montois                             | 8                                             |                                                      |                                                      |  |  | 6 mai 2018 15 h au stade Ernest-Wallon, Toulouse | 6 mai 2018 15 h au stade Ernest-Wallon, Toulouse |
|  | [5] AS Béziers Hérault                                      | 26                                                          | 28 avril 2018 18 h au stade Sapiac, Montauban | 28 avril 2018 18 h au stade Sapiac, Montauban | [1] USA Perpignan                                    |                                                      |  |  |                                                  |                                                  |
|  | 21 avril 2018 19 h au stade des Alpes, Grenoble             |                                                             | 28 avril 2018 18 h au stade Sapiac, Montauban | 28 avril 2018 18 h au stade Sapiac, Montauban | [1] USA Perpignan                                    |                                                      |  |  |                                                  |                                                  |
|  |                                                             | [3] FC Grenoble                                             | 28 avril 2018 18 h au stade Sapiac, Montauban | 28 avril 2018 18 h au stade Sapiac, Montauban |                                                      |                                                      |  |  |                                                  |                                                  |
|  | [3] FC Grenoble                                             | 33                                                          | 28 avril 2018 18 h au stade Sapiac, Montauban | 28 avril 2018 18 h au stade Sapiac, Montauban |                                                      |                                                      |  |  |                                                  |                                                  |
|  | [3] FC Grenoble                                             | 33                                                          | [2] US Montauban                              | 15                                            |                                                      |                                                      |  |  |                                                  |                                                  |
|  | [6] Biarritz olympique                                      | 26                                                          | [2] US Montauban                              | 15                                            |                                                      |                                                      |  |  |                                                  |                                                  |
|  | [6] Biarritz olympique                                      | 26                                                          | [3] FC Grenoble                               | 22                                            |                                                      |                                                      |  |  |                                                  |                                                  |
|  |                                                             |                                                             | [3] FC Grenoble                               | 22                                            |                                                      |                                                      |  |  |                                                  |                                                  |

### Barrages
| 21 avril 2018 19 h | FC Grenoble | 33 - 26 (16 - 11) | Biarritz olympique | stade des Alpes, Grenoble Arbitre : Tual Trainini |
| 21 avril 2018 19 h | Essai(s) : 3 N'Kinsi (32e), Hunt (42e), Kilioni (72e) Transformation(s) : 3 Mélé (33e, 43e, 73e) Pénalité(s) : 4 Mélé (7e, 18e, 27e, 65e) |                   | Essai(s) : 3 Tawalo (38e, 47e), Loustaunau (78e) Transformation(s) : 1 M.Lucu (48e) Pénalité(s) : 3 M.Lucu (12e, 29e, 56e) Carton(s) jaune(s) : 1 Levi (69e) | stade des Alpes, Grenoble Arbitre : Tual Trainini |
| 21 avril 2018 19 h | |                   | | stade des Alpes, Grenoble Arbitre : Tual Trainini |

## Statistiques

### Championnat de France
Meilleurs réalisateurs
| Rang | Joueur         | Poste            | Points | Essais | Transf. | Pén. | Drops |
| ---- | -------------- | ---------------- | ------ | ------ | ------- | ---- | ----- |
| 1    | Pierre Bernard | Demi d'ouverture | 235    | 1      | 40      | 45   | 5     |
| 2    | Ximun Lucu     | Arrière          | 140    | 6      | 22      | 22   | 0     |
| 3    | Uwa Tawalo     | 3/4 aile         | 50     | 5      | 0       | 0    | 0     |

Meilleurs marqueurs
| Rang | Joueur          | Poste    | Essais |
| ---- | --------------- | -------- | ------ |
| 1    | Uwa Tawalo      | 3/4 aile | 10     |
| 2    | Yohann Artru    | 3/4 aile | 7      |
| 3    | Ximun Lucu      | Arrière  | 6      |
| 4    | Bertrand Guiry  | 3e ligne | 3      |
| 5    | Nephi Leatigaga | Pilier   | 3      |